# Ендру Коп
Ендру Коп (енгл. Andrew Copp — Ен Арбор, 8. јул 1994) професионални је амерички хокејаш на леду који игра на позицијама централног и левокрилног нападача.
Члан је сениорске репрезентације Сједињених Држава за коју је на међународној сцени дебитовао на светском првенству 2017. године.
Учествовао је на улазном драфту НХЛ лиге 2013. где га је као 104. пика у четвртој рунди одабрала екипа Винипег џетса. Прву утакмицу у професионалној каријери у дресу Џетса одиграо је 11. априла 2015. године.